# Festuca picturata
Festuca picturata är en gräsart som beskrevs av Pils. Festuca picturata ingår i släktet svinglar, och familjen gräs.
Artens utbredningsområde är Österrike. Inga underarter finns listade i Catalogue of Life.